# Hugo Souza
Hugo de Souza Nogueira (Duque de Caxias, 31 de janeiro de 1999) é um futebolista brasileiro que atua como goleiro. Atualmente joga no Corinthians.

## Carreira

### Início
Cresceu em Duque de Caxias, na Baixada Fluminense. Começou a jogar futebol com apenas quatro anos de idade, fazendo peneiras. Aos cinco anos, e com a insistência de seu pai, Jorge, entrou na equipe de futsal do Vasco da Gama. Nesse período, recebia uma ajuda de custo de 600 reais que ajudava a sobreviver, já que a família não tinha condições. Mas a ajuda foi cortada e o atleta foi deslocado para o futebol de campo, onde não se recebia ajuda de custo. Como não tinha condições de arcar, saiu do Vasco da Gama com oito anos.
Ganhou o apelido em referência à semelhança física ao também goleiro Hélio Miguel, o Neneca, ídolo e campeão do Campeonato Brasileiro com o Guarani em 1978. Chegou a atuar no futsal do Fluminense por seis meses, mas retornou ao Vasco da Gama e saiu logo depois por ter a ajuda de custo cortada mais uma vez.

### Flamengo

#### Base
Depois de ficar algum tempo treinando em campos de várzea e em um colégio de Irajá, chegou, em março de 2009, ao Flamengo, aos dez anos de idade. Primeiro, foi para o pré-mirim do futsal, se destacando e fazendo a transição ao campo. Para ir aos treinos, o jogador enfrentava um trajeto de quatro horas de Duque de Caxias ao Ninho do Urubu, em Vargem Grande, antes da família ter condições de se mudar para uma região mais próxima ao CT do clube. Aos 15 anos, o goleiro passou a morar no CT.
Ganhou inúmeros títulos na base, como o bicampeonato da Copa São Paulo de Futebol Júnior em 2016 e 2018, a Copa Brasil-Japão Sub-15, em 2014, e os Estaduais Sub-17, em 2016, e Sub-20, em 2018, além de 2019, ano em que ganhou cinco títulos, sendo esse o ano mais vencedor da categoria Sub-20 na história do clube.

#### 2020
Após um ano vencedor na base, foi promovido juntamente com a base do Sub-20 para atuar no Carioca, devido ao time principal estar de folga por disputar a Copa do Mundo de Clubes daquele ano. Mas não chegou a atuar, já que Gabriel Batista, era o titular na época. Estreou pelo Flamengo em 27 de agosto, assumindo a meta rubro-negra às pressas em meio ao surto de COVID-19 sofrido no elenco, no empate de 1–1 com o Palmeiras, no Allianz Parque, sendo ainda considerado o homem do jogo logo em sua estreia.
Em 11 de novembro, na partida de ida pelas quartas de final da Copa do Brasil contra o São Paulo, no Maracanã, ganhou destaque negativo ao cometer uma falha gigantesca que resultou no gol de desempate do adversário paulista na partida. No lance, com o jogo empatado em 1–1, o goleiro recebeu um recuo de Leo Pereira na linha de fundo e, ao ser pressionado pelo atacante Brenner, do São Paulo, tentou driblar o são-paulino, porém Brenner acabou roubando a bola do goleiro e com o gol livre desempatando o placar. Após a partida, foi duramente criticado pela torcida flamenguista, inclusive pelo maior ídolo do Flamengo, Zico.
| “                                   | Um erro clamoroso. Não considero um erro. Erro é você errar um passe, um chute, uma cabeçada. Vai tentar fazer uma coisa, não faz, não dá certo. Erro é diferente de irresponsabilidade. Que sirva de exemplo, é jovem, promissor, tem carreira brilhante pela frente. Ali, apertou, bico para o alto. Bola no alto, não é de ninguém. | ” |
| — Zico, a respeito da falha de Hugo | |   |

O gol prejudicou muito a equipe, que no jogo de volta no Morumbi, já começando o jogo em desvantagem, sofreu uma dolorosa derrota por 3–0. Hugo porém não acabou jogando esta partida, sendo substituído por Diego Alves. O jovem goleiro ganhou o prêmio de defesa mais bonita da Copa do Brasil, feita na vitória do Flamengo por 1–0 sobre o Athletico Paranaense, na partida de ida das oitavas de final. No dia 3 de dezembro, após atuações boas e de destaque nos 15 jogos em que esteve na meta rubro-negra, teve o seu contrato renovado até o fim de 2025.

#### 2021
Em 25 de fevereiro, na última partida do Campeonato Brasileiro de 2020 (as rodadas finais do campeonato haviam sido adiadas para 2021 devido à pandemia de COVID-19), enfrentou mais uma vez o São Paulo, equipe que já havia enfrentado em dois jogos na temporada (perdendo as duas partidas por 4–1 e 2–1, respectivamente), no Morumbi. Neste jogo, o jogador foi um dos, senão o principal responsável da derrota por 2–1 para a equipe paulista. No primeiro gol, em uma cobrança de falta, o goleiro posicionou mal a barreira e também ficou em uma posição ruim, sofrendo o gol marcado Luciano. Já no segundo, tentou um lançamento alto com os pés de dentro da área, porém acabou entregando a bola de graça para Daniel Alves, que deu uma enfiada para Pablo balançar as redes.
Mesmo com o resultado negativo, o Flamengo acabou se sagrando campeão brasileiro devido à combinação de resultados na tabela. Com o título do Campeonato Brasileiro conquistado, tornou-se o goleiro mais jovem da história do Flamengo a sagrar-se campeão da competição. Após seis meses sem atuar em uma partida pelo clube (sua última partida havia sido em 4 de maio, na vitória de 3–2 sobre a LDU Quito em jogo da fase de grupos da Libertadores, entrando no intervalo após Diego Alves lesionar-se), voltou a atuar em 11 de novembro, na vitória por 3–0 sobre o Bahia, na 32.ª rodada do Campeonato Brasileiro.

#### 2022
No inicio de 2022, na Supercopa do Brasil contra o Atlético Mineiro que acabou indo para as penalidades, acabou perdendo um dos pênaltis e o Rubro-Negro acabou sendo derrotado pelo Galo, que ficou com o título. O goleiro chegou a 50 jogos com a camisa rubro-negra em 20 de março, na vitória por 1–0 sobre o rival Vasco da Gama no jogo de volta da semifinal do Campeonato Carioca, além de atingir uma sequência de onze jogos como titular.
Em maio, começou a receber vaias da própria torcida, após falhas em vários jogos seguidos. Sua redenção foi em um Fla-Flu que acabou em 2–1 para o clube da Gávea, onde o goleiro garantiu a vitória com varias defesas difíceis e teve seu nome ovacionado pela torcida rubro-negra. Devido a sua atuação, foi eleito o melhor jogador da oitava rodada do Campeonato Brasileiro.
| “                           | Agradecer a Deus por isso. Deus sabe o quanto eu trabalho, minha família sabe, minha esposa sabe. Principalmente, o grupo sabe como a gente trabalha. Momentos difíceis revelam os grandes homens. Encarei de peito aberto, dei a cara a tapa. Pude fazer um grande jogo. Mostrei porque estou no Flamengo. Vai ser sempre pelo Flamengo. Agradeço a Deus. Sem ele, nada teria acontecido. | ” |
| — Hugo Souza após o Fla-Flu | |   |

#### 2023
Acabou perdendo espaço no elenco do Flamengo nos anos seguintes, principalmente após a chegada de Santos, em 2022. Deixou o time rubro-negro com 71 partidas como profissional. Além de um Brasileiro, conquistou títulos da Copa Libertadores, da Supercopa do Brasil, do Campeonato Carioca e da Copa do Brasil.

### Chaves
Foi anunciado como novo reforço do Chaves, de Portugal, em 6 de julho de 2023, assinando por empréstimo de uma temporada, com opção de compra de 50 por cento dos direitos econômicos por 1,2 milhão de euros (cerca de 6,2 milhões de reais, pela cotação do momento). Fez sua estreia, em 22 de julho, na derrota por 5–3 nos pênaltis para a AVS SAD, após um empate por 1–1 no tempo normal, em jogo da primeira fase da Taça da Liga. Já, em 13 de agosto, na 1.ª rodada do Primeira Liga (Campeonato Português), foi eleito o homem do jogo mesmo com a derrota por 2–0 para o Rio Ave, tendo feito oito defesas consideradas difíceis. Em 21 de maio de 2024, o goleiro despediu-se do clube português. No total foram 27 partidas, das quais foi titular em todas, com 2 430 minutos em campo.

### Corinthians

#### 2024
Teve a sua contratação oficializada pelo Corinthians no dia 2 de julho de 2024, chegando por empréstimo até o final da temporada com opção de compra. Em 12 de julho, foi apresentado oficialmente no CT Joaquim Grava. Sua estreia com a camisa do Corinthians aconteceu três dias depois, sendo titular na vitória por 2–1 contra o Criciúma, na Neo Química Arena, pelo Campeonato Brasileiro. Em seu início no Timão, com nove partidas, recebeu muitos elogios e fez defesas incríveis, resolvendo a ausência na posição de goleiro após a saída de Carlos Miguel. Na vitória por 2–1 contra o Red Bull Bragantino, em 13 de agosto, pelo jogo de ida das oitavas de final da Copa Sul-Americana, atingiu uma marca impressionante ao se tornar o capitão da equipe menos de um mês após a estreia.
Já em 20 de agosto, no jogo de volta, o Corinthians perdeu por 2–1 na Neo Química Arena, mesmo placar em que havia vencido na ida. Com o resultado em 3–3 no agregado, a decisão foi para a disputa por pênaltis e Hugo teve uma atuação heroica, defendendo três cobranças e classificando o Timão para as quartas de final do torneio. No dia 1 de setembro, Hugo Souza atuou na vitória por 2–1 contra o Flamengo após ter sua multa paga, pois pertencia ao clube carioca e estava emprestado ao Corinthians. Já no dia 10 de outubro, o clube paulista exerceu a opção de compra definitiva do goleiro, conforme previsto do contrato de empréstimo. Em 14 de outubro, o Flamengo recusou a garantia financeira apresentada pelo Corinthians — o contrato com a Brax, que comercializava placas de publicidade de ambos os clubes. O argumento do Rubro-Negro foi o fato de que o contrato da Brax já estava comprometido por conta de outra dívida do Timão.
No mesmo dia, a Brax emitiu um comunicado para esclarecer o papel como "garantia bancária", que estava em dia com ambos os clubes e indicou que enviaria, em janeiro de 2025, a próxima parcela do contrato com o Corinthians. A empresa pontuou que era apenas garantidora, ou seja, só teria que efetuar o pagamento em caso de inadimplência. Como o Corinthians não conseguiu concluir a operação relacionada a compra definitiva dos direitos do goleiro até 18 de outubro, ao escalar o atleta na partida de volta da Copa do Brasil, no dia 20 de outubro, pagou nova multa pela participação do goleiro contra o Flamengo. Foi a terceira vez que o clube paulista pagou a multa de 500 mil reais por escalar o goleiro contra o clube carioca. Em 26 de novembro, após mais uma recusa de garantia pelo pagamento do atleta, o clube paulista realizou o pagamento dos 800 mil euros (cerca de 4,8 milhões de reais, pela cotação da data) à vista pelo arqueiro e o adquiriu em definitivo.

#### 2025
No dia 6 de fevereiro de 2025, Hugo Souza defendeu um pênalti cobrado por Estêvão aos 93 minutos, e garantiu o empate por 1–1 no Derby Paulista contra o Palmeiras. Na partida realizada no Allianz Parque, válida pelo Campeonato Paulista, o goleiro impediu a vitória do time alviverde e foi eleito o craque do jogo. Esse foi o segundo pênalti que Hugo defendeu na mesma semana, já que também havia defendido um na partida contra o Novorizontino, no dia 3 de fevereiro. Em 27 de março, sagrou-se campeão do Campeonato Paulista 2025 após o empate contra o Palmeiras por 0x0, porém com o resultado de 1-0 no jogo de ida, o Corinthians conseguiu o resultado. Na partida, o goleiro foi um grande destaque ao defender um penalti que impediu o empate do rival alviverde. Em 28 de março, na premiação do Campeonato Paulista 2025, o goleiro levou o prêmio de melhor goleiro e fez parte da seleção do campeonato.

## Seleção Brasileira

### Sub-20
Foi convocado pelo técnico Carlos Amadeu para a disputa do Torneio de Toulon de 2017, na França. Em 13 de dezembro de 2019, foi convocado para a disputa do Sul-Americano Sub-20, mas não atuou na competição.

### Principal
Com apenas 19 anos, foi convocado pelo técnico Tite no lugar de Ederson, para os amistosos contra os Estados Unidos e El Salvador, em 7 e 11 de setembro respectivamente, mas não chegou a atuar. Em maio de 2025, foi convocado por Carlo Ancelotti para os jogos das Eliminatórias da Copa do Mundo FIFA de 2026, contra o Equador e o Paraguai.

## Estatísticas

### Clubes
| Clube             | Temporada         | Campeonato nacional | Campeonato nacional | Copa nacional[a] | Copa nacional[a] | Competições continentais[b] | Competições continentais[b] | Outros torneios[c] | Outros torneios[c] | Total | Total |
| Clube             | Temporada         | Jogos               | Gols                | Jogos            | Gols             | Jogos                       | Gols                        | Jogos              | Gols               | Jogos | Gols  |
| ----------------- | ----------------- | ------------------- | ------------------- | ---------------- | ---------------- | --------------------------- | --------------------------- | ------------------ | ------------------ | ----- | ----- |
| Flamengo          | 2020              | 23                  | 0                   | 3                | 0                | 1                           | 0                           | —                  | —                  | 27    | 0     |
| Flamengo          | 2021              | 8                   | 0                   | 0                | 0                | 1                           | 0                           | 4                  | 0                  | 13    | 0     |
| Flamengo          | 2022              | 15                  | 0                   | 1                | 0                | 3                           | 0                           | 12                 | 0                  | 31    | 0     |
| Flamengo          | Total             | 46                  | 0                   | 4                | 0                | 5                           | 0                           | 16                 | 0                  | 71    | 0     |
| Chaves            | 2023–24           | 26                  | 0                   | 1                | 0                | —                           | —                           | —                  | —                  | 27    | 0     |
| Chaves            | Total             | 26                  | 0                   | 1                | 0                | 0                           | 0                           | 0                  | 0                  | 27    | 0     |
| Corinthians       | 2024              | 22                  | 0                   | 6                | 0                | 6                           | 0                           | —                  | —                  | 34    | 0     |
| Corinthians       | 2025              | 14                  | 0                   | 4                | 0                | 8                           | 0                           | 12                 | 0                  | 38    | 0     |
| Corinthians       | Total             | 36                  | 0                   | 10               | 0                | 14                          | 0                           | 12                 | 0                  | 72    | 0     |
| Total na carreira | Total na carreira | 108                 | 0                   | 15               | 0                | 19                          | 0                           | 28                 | 0                  | 170   | 0     |

- a. ^ Jogos da Copa do Brasil e Taça da Liga de Portugal
- b. ^ Jogos da Copa Libertadores da América e Copa Sul-Americana
- c. ^ Jogos do Campeonato Carioca, Supercopa Rei e Campeonato Paulista

## Títulos
Flamengo
- Copa Libertadores da América: 2022
- Campeonato Brasileiro: 2020
- Copa do Brasil: 2022
- Supercopa do Brasil: 2021
- Campeonato Carioca: 2020 e 2021

Corinthians
- Campeonato Paulista: 2025[51]

### Prêmios individuais
- Defesa mais bonita da Copa do Brasil: 2020[59]
- Goleiro do mês do Campeonato Brasileiro: agosto de 2024,[60] outubro de 2024[61]
- Melhor goleiro do Campeonato Paulista: 2025[54]